# Fagotrofia
En biología se llama fagotrofia al comportamiento de aquellas células u organismos que obtienen los nutrientes por ingestión de organismos enteros o partes sólidas de ellos. Se opone a la osmotrofia, la obtención de nutrientes por absorción osmótica de sustancias disueltas.
Mientras que los organismos procariontes (bacterias y arqueas) son osmótrofos, se admite que el antepasado común de todos los demás, los  eucariontes, era una forma unicelular fagótrofa. Esta se alimentaría por endocitosis, capturando y tragando otras células y fragmentos orgánicos de ellas. Este modo sigue siendo el propio de todos aquellos protistas que se han llamado tradicionalmente protozoos, como las amebas y los ciliados. Sin embargo la evolución de los eucariontes ha producido varias situaciones específicas, algunas de ellas muy apartadas del modelo original:
- Eucariontes osmótrofos. Muchos eucariontes han evolucionado desde la fagotrofia hacia la osmotrofia característica de sus antepasados procarióticos, adquiriendo en el proceso la mayoría de ellos, paredes celulares que hacen imposible la fagotrofia:
  - Eucariontes autótrofos. Es el caso de las algas eucarióticas y las plantas (s.s.), descendientes de algas verdes, organismos que se nutren de sales minerales disueltas.
  - Eucariontes descomponedores. Es el caso de los hongos, y también de numerosos grupos de protistas convergentes con ellos a los que se ha llamado a menudo pseudohongos.
- Eucariontes fagótrofos:
  - Protistas fagótrofos. En organismos unicelulares se denomina fagocitosis. La ingestión se realiza a través del fagosoma o citostoma. Son fagótrofos las amebas (se valen de seudópodos), los opistocontos, ciliados y flagelados como los tripanosomas.
  - Animales. Los animales internalizan su alimento, ingiriéndolo a través de un orificio, y haciéndolo pasar a una cavidad digestiva (las más de las veces, un tubo digestivo); esto los califica ya como fagótrofos. Sin embargo, allí dentro, la digestión química, realizada por enzimas secretadas por glándulas, libera sustancias disueltas que son absorbidas osmóticamente por la primera capa de células, pasando así al medio interno. En los grupos más "primitivos", sin embargo, la digestión es solo ligera, y las partículas resultantes son fagocitadas.